# Europese weg 48
De Europese weg 48 of E48 is een Europese weg die loopt van Schweinfurt in Duitsland naar Praag in Tsjechië.
De Europese weg 48 is een Klasse A West-Oost-verbindingsweg en verbindt het Duitse Schweinfurt met het Tsjechische Praag en komt hiermee op een afstand van ongeveer 350 kilometer. De route is door de UNECE als volgt vastgelegd: Schweinfurt - Bayreuth - Marktredwitz - Cheb - Karlovy - Praag.